# Ann Ronell
Ann Ronell, née Ann Rosenblatt en 1906 à Omaha et morte en 1993, est une compositrice et parolière américaine.
Elle a écrit les standards de jazz Willow Weep For Me (1932) et Who's Afraid of the Big Bad Wolf (1933).

## Biographie
Ronell est née à Omaha dans le Nebraska. Elle est diplômée de l'école secondaire centrale d'Omaha en 1923. Elle s'inscrit d'abord au Wheaton College, dans le Massachusetts, puis change d'établissement après sa deuxième année d'études pour poursuivre une éducation musicale plus sérieuse. Elle est diplômée du Radcliffe College, où elle a étudié la musique avec Walter Piston. À Radcliffe, Ronell écrit de la musique pour des pièces de théâtre universitaires et contribue à des critiques et à des interviews pour la publication musicale de l'école. Après avoir interviewé George Gershwin, elle se lie d'amitié avec le compositeur. Il l'engage comme pianiste de répétition pour son spectacle Rosalie . Il lui a suggère de changer son nom de Rosenblatt à Ronell.
Elle a épousé le producteur Lester Cowan.

### Carrière musicale
Ronell, avec Dorothy Fields, Dana Suesse, et Kay Swift, est une des premières compositrices et librettistes a succès d'Hollywood et Tin Pan Alley. En 1929, pour la première fois elle place une chanson - Down By the River -  dans un spectacle. En 1930, elle écrit son premier tube Baby's Birthday Party, initialement écrit pour une comédie musicale. Ronell essaye de vendre la chanson auprès de plusieurs éditeurs de musique en vain jusqu'à ce que Famous Music accepte de la publier. En 1932, elle écrit ses deux grands succès Rain on the Roof et Willow Weep for Me. Ce dernier est dédié à George Gershwin.
En 1933, Ronell s'installe à Hollywood. Elle co-écrit avec Frank Churchill sa première chanson à succès pour Disney, Qui a peur du grand méchant loup ? pour le dessin animé Three Little Pigs (1933). Elle est un des rares auteur de l'époque à pouvoir produire à la fois la musique et les paroles d'une chanson.
Elle écrit les paroles et la musique pour la comédie musicale de Broadway Count Me In (1942). Elle écrit des chansons pour des films tels que Champagne Waltz (1937) et Blockade (1938) et des compositions Les Forçats de la gloire (1945), pour l’adaptation cinématographique de la comédie musicale Un caprice de Vénus de Weill / Nash (1948) et pour Love Happy (1949) de Marx Brothers. Elle a servi de directrice musicale pour Main Street to Broadway (1953). Elle a été nommée pour la meilleure chanson, Linda et avec le co-compositeur Louis Applebaum pour la meilleure partition, pour son travail sur The Story of GI Joe.
Le travail de composition pour le cinéma a eu une influence sur le terrain. Sa partition pour The Story of GI Joe est le premier film à présenter une chanson thème pendant le générique. Sa création pour Ladies in Retirement  est la première musique de filme publiée sur un disque. En 1942, Ronell est devenue la première femme à écrire à la fois la musique et les paroles d'un spectacle de Broadway avec Count Me In.

## Héritage
Willow Weep for Me, la chanson la plus célèbre de Ronell, est devenu un standard de jazz et a été enregistrée par des artistes de renom tels que Billie Holiday, Cab Calloway, Louis Armstrong et Ella Fitzgerald, Barbra Streisand, Frank Sinatra, Nina Simone, Nancy Wilson, Dinah Washington, Ray Charles, Lena Horne, Julie London, Tony Bennett et Sarah Vaughan June Christy.

## Compositions
- Baby's Birthday Party (1930)
- There's A Woman With The Man In The Moon (1931) (paroles de Lu C Bender)
- Rain On The Roof (1932)
- Willow Weep for Me (1932)
- Who's Afraid of the Big Bad Wolf? (1933)

## Créations à Broadway
- Count Me In (1942) - revue - compositeur et parolier
- The Crucible (1953) - pièce de théâtre - compositeur pour Lullaby
- Blues in the Night (1982) - revue - auteur-compositeur vedette pour Willow Weep for Me